# Мобли, Мэри Энн
Мэри Энн Мобли (англ. Mary Ann Mobley; 17 февраля 1937, Билокси — 9 декабря 2014, Беверли-Хиллз) — американская модель и актриса, Мисс Миссисипи (1958) и Мисс Америка (1959).
Была первой представительницей штата Миссисипи, получившей титул «Мисс Америка».
Долгое время снималась на телевидении и в кино. Среди наиболее известных фильмов с её участием — «Девушка счастлива» (1965) и «Каникулы в гареме» (с Элвисом Пресли). Также снялась в ряде телесериалов.
В 1967 году Мэри Энн Мобли вышла замуж за актёра Гэри Коллинза, в браке с которым у неё родилось двое детей: сын и дочь. В 1989 она и её муж вели конкурс Мисс Америка, благодаря которому тридцать лет назад она начала свою карьеру.
В 2009 году её лечили от рака молочной железы 3 стадии. Мобли скончалась в своем доме в Беверли-Хиллз, Калифорния, 9 декабря 2014 года, в возрасте 77 лет, от рака молочной железы.

## Фильмография
- 1965 — Девушка счастлива — Диена
- 1965 — Каникулы в гареме — Принцесса Шалимар

## Награды и номинации
| Награды | Награды   | Награды        | Награды                              | Награды |
| Год     | Результат | Награда        | Номинация                            |         |
| ------- | --------- | -------------- | ------------------------------------ | ------- |
| 1965    | Победа    | Золотой глобус | Самая многообещающая актриса         |         |
| 1966    | Номинация | Laurel Awards  | Новое лицо (среди женщин, 7-е место) |         |